# Cotinga roja de la Guaiana
La cotinga roja de la Guaiana (Phoenicircus carnifex) és un ocell de la família dels cotíngids (Cotingidae).

## Hàbitat i distribució
Habita la selva pluvial de les terres baixes per l'est dels Andes al sud-est de Veneçuela, Guaiana i nord del Brasil amazònic